# Karen Sharp
Karen Sharp (* 30. September 1971 in Ipswich) ist eine britische Jazzmusikerin (Tenorsaxophon, auch Baritonsaxophon, Klarinette, Bassklarinette und Komposition).

## Leben und Wirken
Sharp begann erst während ihres Kompositionsstudium am Royal Northern College of Music mit dem Saxophonspiel, nachdem sie eine Aufnahme von Dexter Gordon gehört hatte. Sie spielte zunächst in der Jazzband des Colleges und einer Soulband in Liverpool. 1999 zog sie nach London, wo sie bald mit Musikern wie Scott Hamilton, John Dankworth, Danny Moss, Alan Barnes, Joe Temperley, Mark Nightingale, Annie Whitehead, Ellyn Rucker, Roy Williams, Scott Robinson, Ken Peplowski oder Elkie Brooks auftrat. 2004 holte sie Humphrey Lyttelton in sein Oktett, dem sie für drei Jahre angehörte. Auf dem Ginza Festival in Tokyo präsentierte sie sich 2006 mit Tina May und Nikki Iles.
Weiter spielte sie in den Bands von Digby Fairweather und Enrico Tomasso. Seit 2002 hat sie sechs Alben unter eigenem Namen veröffentlicht; auch leitete sie ein Trio, dem Barbara Lea und Dick Sudhalter angehörten. Zwischen 2002 und 2017 hat sie 25 Tonträger aufgenommen, auch mit Humphrey Lyttelton und mit George Melly.

## Preise und Auszeichnungen
Sharp wurde erstmals 2007 mit zwei British Jazz Awards geehrt; auch 2009, 2010, 2012, 2014 und 2017 wurde sie in diesem Poll als bester Tenorsaxophonist ausgezeichnet.

## Diskographische Hinweise
- Till There Was You (2002, mit Dave Priseman, Richard Busiakiewicz, John Day, Matt Fishwick)
- So Far so Good (2004, mit Dave Priseman, Richard Busiakiewicz, John Day, Matt Fishwick)[2]
- Karen Sharp & Robert Fowler: Brandy and Beer (2009, mit Robin Aspland, Jeremy Brown, Matt Home)
- Spirit (2011, mit Nikki Iles, Dave Green, Steve Brown)
- Karen Sharp: The Sun, The Moon and You (2018, mit Nikki Iles, Dave Green, Steve Brown)
- Another Place (2020, mit Simon Thorpe, Colin Oxley)

## Lexikalische Einträge
- John Chilton: Who’s Who of British Jazz. Continuum, London 2004, ISBN 0-8264-7234-6.